# Fortis Championships Luxembourg 2003
Il Fortis Championships Luxembourg 2003 è stato un torneo di tennis giocato sul cemento indoor. È stata la 13ª edizione del torneo, che fa parte della categoria Tier III nell'ambito del WTA Tour 2003. Il torneo si è giocato a Lussemburgo dal 20 al 26 ottobre 2003.

## Campionesse

### Singolare
Kim Clijsters ha battuto in finale  Chanda Rubin con il punteggio di 6–2, 7–5

### Doppio
Marija Šarapova /  Tamarine Tanasugarn hanno battuto in finale  Olena Tatarkova /  Marlene Weingärtner con il punteggio di 6–1, 6–4